# Barnim
Barnim é um distrito (kreis ou landkreis) da Alemanha localizado no estado de Brandemburgo.

## Cidades e municípios
| Cidades (livres) | Ämter |                                                                                                  |
| 1. Bernau bei Berlin 2. Eberswalde 3. Werneuchen Municípios (livres) 1. Ahrensfelde 2. Panketal 3. Schorfheide 4. Wandlitz | 1. Biesenthal-Barnim 1. Biesenthal1, 2 2. Breydin 3. Marienwerder 4. Melchow 5. Rüdnitz 6. Sydower Fließ 2. Britz-Chorin-Oderberg 1. Britz1 2. Chorin 3. Hohenfinow 4. Liepe 5. Lunow-Stolzenhagen 6. Niederfinow 7. Oderberg2 8. Parsteinsee | 3. Joachimsthal (Schorfheide) 1. Althüttendorf 2. Friedrichswalde 3. Joachimsthal1, 2 4. Ziethen |
| 1sede do Amt; 2cidade | |                                                                                                  |